# Stenopelmatus mescaleroensis
Stenopelmatus mescaleroensis är en insektsart som beskrevs av Tinkham 1979. Stenopelmatus mescaleroensis ingår i släktet Stenopelmatus och familjen Stenopelmatidae. Inga underarter finns listade i Catalogue of Life.